# Sumberberas
Sumberberas is een bestuurslaag in het regentschap Banyuwangi van de provincie Oost-Java, Indonesië. Sumberberas telt 16.747 inwoners (volkstelling 2010).